# Équilibrage d'une équation chimique par la méthode des tâtonnements
Équilibrer une réaction chimique consiste à ajuster le nombre de moles des espèces chimiques composant les réactifs et les produits de la réaction étudiée.
En effet, lorsqu'on considère une réaction chimique, on le fait d'abord d'un point de vue qualitatif : tels et tels réactifs réagissent pour former tels et tels produits. Ceci est contenu dans une équation qui modélise la réaction chimique. Dans une équation chimique, les formules des réactifs sont à gauche tandis que les formules des produits sont à droite. Une flèche dirigée de la gauche vers la droite sépare réactifs et produits.
L'équation chimique renseigne également sur les quantités de réactifs qui réagissent ensemble et sur les quantités de produits obtenues. C'est l'aspect quantitatif. 
Dans une réaction chimique, les réactifs réagissent dans des proportions déterminées. Les produits sont aussi formés dans des proportions déterminées. Dans une réaction chimique dans laquelle tous les réactifs sont consommés, la masse des produits formés est égale à la masse des réactifs. On dit qu’il y a conservation de la masse ou conservation des éléments. C’est cette loi qui va permettre d’équilibrer l’équation chimique, d'arriver à une écriture correcte de l'équation chimique.
Ainsi, on considère l'exemple de l'oxydation du glucose {\displaystyle {\rm {(C_{6}H_{12}O_{6})}}}. Qualitativement elle s'écrit :
{\displaystyle {\rm {C_{6}H_{12}O_{6}+O_{2}\to CO_{2}+H_{2}O}}} Les réactifs sont le glucose et le dioxygène. Ils réagissent ensemble et disparaissent au cours de la réaction.
Les produits sont le dioxyde de carbone et l’eau. Ils se forment et apparaissent au cours de la réaction. 
Quantitativement, l’équation chimique doit indiquer les nombres de moles de chacun des réactifs et de chacun des produits. Ces nombres sont appelés nombres stœchiométriques.
Pour trouver les nombres stœchiométriques adéquats, on doit suivre une procédure établie comportant un certain nombre d’étapes et des priorités.
On note que dans l’équation chimique considérée et qui est à équilibrer, il y a 3 éléments : le carbone C, l’hydrogène H et l’oxygène O. Suivant la procédure, il faut équilibrer d’abord le carbone, ensuite l’hydrogène, enfin l’oxygène. En fait les nombres stœchiométriques dépendent de l’un d’eux et c’est celui du glucose. Cela se comprend facilement.
Étape 1 : Équilibre du carbone : À gauche de la flèche, dans l’équation, le carbone C est présent dans le glucose C6H12O6. On décide de prendre 1 mole de glucose C6H12O6. Donc le coefficient du glucose est fixé égal 1. Dans 1 C6H12O6, il y a 6 C.
À droite de la flèche, dans l’équation, le carbone C est présent dans le dioxyde de carbone CO2. Dans 1 mole de CO2, il y a 1 C (1 atome par mole). En comparant les nombres de C : 6 C à gauche et 1C à droite, on conclut que les 6 C du glucose se retrouveront dans 6 moles de CO2. 
1 C6H12O6 + O2 flèche 6 CO2 + H2O
Étape 2 : Équilibre de l’hydrogène: À gauche de la flèche dans l’équation précédente, l’hydrogène H est présent dans le glucose C6H12O6. À droite, il est présent dans l’eau H2O. À gauche, on a pris 1 mole de glucose C6H12O6. Dans 1 C6H12O6, il y a 12 H
À droite de la flèche, dans 1 mole de H2O, il y a 2 H (2 atomes par mole). Donc les 12 H du glucose se retrouveront dans 6 moles de H2O.
1 C6H12O6 + O2 flèche 6 CO2 + 6 H2O 
Étape 3 : Équilibre de l’oxygène : À droite de la flèche dans l’équation précédente, l’oxygène est présent dans CO2 et dans H2O. Dans 6 CO2, il y a 12 atomes d’oxygène et dans 6 H2O il y en a 6. Au total, il y a (12+6 =18) atomes d’oxygène. Ces 18 atomes d’oxygène proviennent des réactifs sont à gauche de la flèche dans l’équation. 1 C6H12O6 donne 6 atomes O et le reste (soit 12 O) est donné par l’oxygène è raison de 2O par mole O2. Donc Il faudra 6 O2. 
1 C6H12O6 + 6 O2 flèche 6 CO2 +6 H2O
Un usage répandu veut qu’on n’écrive pas le coefficient stœchiométrique égal à 1. Finalement l’équation équilibrée s’écrit ainsi :
C6H12O6+ 6 O2 flèche 6 CO2 +6 H2O
1 mole de glucose réagit avec 6 moles de dioxygène pour donner 6 moles de dioxyde de carbone et 6 moles d’eau.
En conclusion, cette méthode est la méthode classique pour équilibrer une équation chimique - telle celle qui a été prise comme exemple. 
Mais si l'on recompte le nombre de moles des espèces chimiques mises en jeu de part et d'autre de l'équation, on s'aperçoit par exemple qu'il y a 12 moles d'hydrogène dans les réactifs, et que seulement 2 moles d'hydrogène sont formées, soit 6 fois moins.
Il va donc falloir appliquer des nombres stœchiométriques aux réactifs et aux produits pour parvenir à une égalité.
Tout d'abord, comme il y a 6 fois plus d'hydrogène à gauche de l'équation qu'à droite, il faut pour compenser ce déficit ajouter le coefficient 6 à la molécule d'eau {\displaystyle {\rm {(H_{2}O)}}}, ce qui va donner :
{\displaystyle {\rm {C_{6}H_{12}O_{6}+O_{2}\to CO_{2}+6H_{2}O}}}
De même, il y a 6 moles de carbone (C) à gauche pour une à droite ; on va donc ajouter le coefficient 6 au dioxyde de carbone {\displaystyle {\rm {(CO_{2})}}} :
{\displaystyle {\rm {C_{6}H_{12}O_{6}+O_{2}\to 6CO_{2}+6H_{2}O}}}
Enfin, il faut équilibrer l'oxygène (O), 18 moles à droite et 8 à gauche : il va donc falloir en ajouter 10 au membre de gauche ; pour cela, on ajoute 6 (5+1) au dioxygène {\displaystyle {\rm {(O_{2})}}}, ce qui revient au même. On obtient finalement l'équation équilibrée :
{\displaystyle {\rm {C_{6}H_{12}O_{6}+6O_{2}\to 6CO_{2}+6H_{2}O}}}
Pour équilibrer les nombres stœchiométriques d'une équation, il faudra toujours utiliser une méthode de ce type, en gardant à l'esprit qu'il faut partir des espèces chimiques apparaissant le moins souvent dans la réaction.
Important : l'équilibrage d'une équation chimique peut parfois imposer une certaine gymnastique des nombres, puisqu’il est nécessaire de parvenir à une égalité sans pour autant modifier les entités chimiques de la réaction. Dans certains cas, l'équilibrage d'une espèce chimique en déséquilibrera une autre de la réaction, et ainsi de suite, ce qui pourra parfois contraindre à utiliser des nombres stœchiométriques élevés, et donc plus difficiles à manipuler.